# Городищенський краєзнавчий музей
Городищенський краєзнавчий музей — музей у місті Городище Черкаської області.
Музей засновано у 1998 році. Адміністративно музей підпорядковується відділу культури Городищенської районної адміністрації.
У музейному закладі зберігаються експонати, що розповідають про історію та культуру міста, про визначних жителів Городища.
Загальний фонд музею складає 1803 експонати, з них 673 належать до основного фонду та 1130 до допоміжного. Крім основної експозиції, у музеї проводяться виставки декоративно-прикладного мистецтва.